# جون ر. رايس
جون ر. رايس (بالإنجليزية: John R. Rice)‏ هو عالم حاسوب ورياضياتي أمريكي، ولد في 1934.